# Gromadzin (województwo pomorskie)
Gromadzin (kaszb. Gròmadzënò) – wieś w Polsce położona w województwie pomorskim, w powiecie gdańskim, w gminie Przywidz. 
Wieś położona na południe od siedziby gminy, jest częścią składową sołectwa Przywidz.
W latach 1975–1998 miejscowość położona była w województwie gdańskim.